# Bathyphytophilus
Bathyphytophilus is een geslacht van weekdieren uit de klasse van de Gastropoda (slakken).

## Soorten
- Bathyphytophilus caribaeus Moskalev, 1978
- Bathyphytophilus diegensis Haszprunar & McLean, 1996